# 1871 Astyanax
1871 Astyanax eller 1971 FF är en trojansk asteroid i Jupiters lagrangepunkt L5. Den upptäcktes 24 mars 1971 av den nederländsk-amerikanske astronomen Tom Gehrels och det nederländska astronomparet Ingrid van Houten-Groeneveld och Cornelis Johannes van Houten vid Palomarobservatoriet. Den är uppkallad efter Astyanax i grekiska mytologin.
Asteroiden har en diameter på ungefär 27 kilometer.